# Hussvalor
Hussvalor (Delichon, (anagram av det grekiska ordet χελιδών/chelīdōn, svala) är ett släkte med svalor inom ordningen tättingar som omfattar fyra arter.
Alla arter inom släktet mäter som adulta mellan 12 och 13 cm, har stålblå ovansida, vit övergumpsfläck, och vit eller grå till gråbrun undersida. I fält kan de skiljas åt genom sina olika färgade undersidor tillsammans med förekomsten av svart eller vit strupe.

## Arter
- Hussvala (Delichon urbicum)
- Himalayahussvala (Delichon nipalense)
- Sibirisk hussvala (Delichon lagopodum) – nyligen urskild art
- Orienthussvala (Delichon dasypus)